# Tauró fosc
El tauró fosc (Carcharhinus obscurus) és una espècie de peix de la família dels carcarínids i de l'ordre dels carcariniformes.

## Morfologia
- La llargada total màxima pot arribar als 4,20 m,[2] tot i que els valors habituals estan compresos entre els 2,5-3 m.
- Pot arribar als 346,5 kg de pes.[3]
- Musell arrodonit i més aviat curt.
- En els adults la distància entre l'extrem del musell i la boca és clarament més curta que l'amplada d'aquesta.
- Els forats nasals estan en contacte amb els costats del rostre.
- A cada mandíbula hi ha una trentena de dents funcionals.
- Les dents de la mandíbula superior són triangulars, amb els dos costats finament denticulats. Les més properes a la sínfisi mandibular són pràcticament simètriques, però les restants estan progressivament inclinades cap enrere, de manera que el marge anterior és convex i el posterior és còncau.
- Les dents de la mandíbula inferior són totes simètriques. Tenen una base ampla sobre la qual s'implanta una cúspide aguda, erecta, amb denticulacions molt més fines que les de les dents de la mandíbula superior.
- Les dues darreres obertures branquials es troben inserides sobre la base de les aletes pectorals, que són clarament falciformes.
- La primera aleta dorsal té l'àpex superior més aviat arrodonit, i la vertical del seu origen passa per l'àpex intern de les pectorals.
- La segona dorsal és molt més petita i és oposada a l'anal.
- Sobre la línia central del dors, entre les dues dorsals, hi ha una carena o cresteta dèrmica.
- L'aleta anal és semblant a la segona dorsal, però se'n distingeix perquè té el marge posterior profundament escotat.
- L'aleta caudal és grossa: la distància entre la fosseta caudal superior i la punta del lòbul superior està continguda unes 2,5 vegades en la longitud precaudal.
- La regió dorsal és gris blavosa o gris plom, i la ventral és blanquinosa. La cara inferior de les pectorals i de les ventrals és grisenca, amb les puntes negroses.[4][5]

## Reproducció
És vivípar.

## Alimentació
Menja peixos ossis i cartilaginosos bentònics i pelàgics, taurons, cefalòpodes, gastròpodes, crustacis i, de vegades, carronya de mamífers marins (cetacis morts, per exemple) i objectes inorgànics.

## Hàbitat
És una espècie pelàgica que es troba a les aigües càlides de tots els oceans fins als 400 m de fondària, tot i que és més freqüent entre els 200-400 m. A més, té un comportament migratori en certes àrees de la seua àrea de distribució.

## Distribució geogràfica
Es troba a l'Atlàntic occidental (des del sud de Massachusetts fins a Florida, les Bahames, Cuba, el nord del Golf de Mèxic, Nicaragua, el sud del Brasil i Uruguai), a l'Atlàntic oriental (Illes Canàries, Cap Verd, Senegal i Sierra Leone), a l'Índic i a l'oest del Pacífic (des del Mar Roig, Moçambic i Sud-àfrica fins al Japó, la Xina, el Vietnam i Austràlia) i al Pacífic oriental (des del sud de Califòrnia fins al Golf de Califòrnia i les Illes Revillagigedo).
Només n'hi ha dues cites de la seva presència al Mediterrani: un exemplar capturat davant les costes de Tunísia, i un altre procedent de la costa d'Alacant, del qual se'n conservaren la pell preparada i la dentadura al Museu Nacional de Ciències Naturals de Madrid, tot i que podrien correspondre a exemplars de Carcharhinus galapagensis.

## Relació amb elshumans
Els exemplars adults són potencialment perillosos per als humans.

## Interèsgastronòmic
La seua carn és consumida fresca, en salaó, fumada i congelada. A més, la pell és emprada per fer cuir, les aletes per elaborar la famosa sopa d'aleta de tauró i l'oli del fetge per obtenir vitamines.

## Observacions
Té una longevitat de 40 anys.

## Estat de conservació
És una espècie gairebé amenaçada d'extinció segons la Unió Internacional per a la Conservació de la Natura (UICN).